# Астроном
Астроном или астрофизичар је научник којем је подручје истраживања астрономија или астрофизика.
За разлику од већине других научника, астрономи не могу директно утицати на небеска тела и већина нихових теза и открића је заснована на опажањима кроз помагала од којих је најважнији телескоп.